# Gledališki producent
Gledališki producent nadzoruje in koordinira izvedbo gledališke igre.